# Giải vô địch thế giới Liên Minh Huyền Thoại 2018
Giải vô địch thế giới Liên Minh Huyền Thoại 2018 (tiếng Anh: 2018 League of Legends World Championship) là Giải vô địch thế giới lần thứ 8 của Liên Minh Huyền Thoại. Giải đấu diễn ra từ ngày 1 tháng 10 cho đến 3 tháng 11 năm 2018 tại 4 thành phố của Hàn Quốc là: Seoul (Vòng Khởi động), Busan (Vòng bảng và vòng Tứ kết), Gwangju (vòng Bán kết) và Incheon (trận Chung kết). 24 đội tuyển để dự giải đấu dựa trên thứ hạng của họ tại các giải đấu khu vực. Trong số 24 đội, 12 đội sẽ dự vòng bảng trực tiếp, trong khi các đội còn lại dự vòng khởi đầu để chọn ra 4 đội cuối cùng góp mặt vào vòng bảng.
Tại trận chung kết giữa Fnatic và Invictus Gaming đỉnh điểm có tới hơn 205 triệu người xem, phá vỡ mọi kỷ lục từng có trước đó
Đây là giải đấu của rất nhiều "lần đầu tiên". Lần đầu tiên kể từ năm 2012 không có đại diện nào của Hàn Quốc vào tới bán kết. Lần đầu tiên kể từ 2015 không có trận chung kết nội bộ Hàn Quốc. Và lần đầu tiên trận chung kết là cuộc tái ngộ giữa 2 đội từng gặp nhau ở vòng bảng: Invictus Gaming đến từ Trung Quốc đối đầu với Fnatic đến từ Châu Âu - nhà vô địch mùa 1. Mặc dù ở vòng bảng Fnatic đã giành chiến thắng 2-1 trước Invictus Gaming để giành vị trí nhất bảng, nhưng trong trận chung kết Invictus Gaming đã đánh bại hoàn toàn Fnatic với tỉ số 3-0 và lần đầu tiên đưa danh hiệu vô địch thế giới đầu tiên về với khu vực LPL (Trung Quốc). Người đi rừng của IG - Gao "Ning" Zhen-Ning được vinh danh là FMVP của trận Chung Kết. Trong khi đó, đường trên của IG - Lee "Duke" Ho-seong trở thành người chơi đầu tiên vô địch CKTG ở 2 đội tuyển khác nhau (SKT 2016 và IG 2018).
Gen.G eSports (tiền thân Samsung Galaxy) là nhà đương kim vô địch năm 2017 nhưng đã bị loại từ vòng bảng và qua đó, Gen.G trở thành nhà vô địch thế giới đầu tiên bị loại từ vòng bảng.

## Bài hát chủ đề

Toàn cảnh lễ khai mạc trận chung kết giải Giải vô địch thế giới 2018

Khai mạc trân chung kết của Giải vô địch thế giới Liên Minh Huyền Thoại 2018
- Ca khúc: Rise[3](remix)
- Biểu diễn: The Glitch Mob, Mako, The Word Alive và Bobby

Trước đó là màn debut của nhóm nhạc nữ ảo 4 thành viên - K/DA
- Ca khúc: Pop/Stars[5]
- Biểu diễn: K/DA, Madison Beer, Jaira Burns, (G)I-DLE: Miyeon & Soyeon.

Nhóm nhạc nữ ảo K/DA biểu diễn tại lễ khai mạc trận chung kết

## Địa điểm
Seoul, Busan, Gwangju, Incheon là 4 thành phố chủ nhà tổ chức Giải vô địch thế giới 2018.
| Hàn Quốc                                      | Hàn Quốc                    |
| Seoul                                         | Busan                       |
| --------------------------------------------- | --------------------------- |
| Vòng Khởi Động                                | Vòng Bảng & Tứ Kết          |
| LOL PARK, Gran Seoul 3F                       | Thính phòng BEXCO           |
| Sức chứa: 450                                 | Sức chứa: 4.002             |
| SeoulBusanGwangjuIncheon                      |                             |
| Gwangju                                       | Incheon                     |
| Bán Kết                                       | Chung Kết                   |
| Đại học Nữ Sinh Kwangju Universiade Gymnasium | Sân vận động Incheon Munhak |
| Sức chứa: 8.327                               | Sức chứa: 50.256            |

## Các đội đủ điều kiện tham dự
| Khu vực                    | Liên đoàn             | Điều kiện              | Đội tuyển             | ID                    | Nhóm hạt giống        |
| Bắt đầu tại vòng bảng      | Bắt đầu tại vòng bảng | Bắt đầu tại vòng bảng  | Bắt đầu tại vòng bảng | Bắt đầu tại vòng bảng | Bắt đầu tại vòng bảng |
| -------------------------- | --------------------- | ---------------------- | --------------------- | --------------------- | --------------------- |
| Hàn Quốc                   | LCK                   | Vô địch khu vực mùa hè | KT Rolster            | KT                    | 1                     |
| Hàn Quốc                   | LCK                   | Điểm tích lũy #1       | Afreeca Freecs        | AFs                   | 2                     |
| Hàn Quốc                   | LCK                   | Vòng loại khu vực #1   | Gen.G                 | GEN                   | 2                     |
| Trung Quốc                 | LPL                   | Vô địch khu vực mùa hè | Royal Never Give Up   | RNG                   | 1                     |
| Trung Quốc                 | LPL                   | Điểm tích lũy #1       | Invictus Gaming       | IG                    | 2                     |
| Châu Âu                    | EU LCS                | Vô địch khu vực mùa hè | Fnatic                | FNC                   | 1                     |
| Châu Âu                    | EU LCS                | Điểm tích lũy #1       | Team Vitality         | VIT                   | 2                     |
| Bắc Mỹ                     | NA LCS                | Vô địch khu vực mùa hè | Team Liquid           | TL                    | 2                     |
| Bắc Mỹ                     | NA LCS                | Điểm tích lũy #1       | 100 Thieves           | 100                   | 2                     |
| TW/HK/MO                   | LMS                   | Vô địch khu vực mùa hè | Flash Wolves          | FW                    | 1                     |
| TW/HK/MO                   | LMS                   | Điểm tích lũy #1       | MAD Team              | MAD                   | 2                     |
| Việt Nam                   | VCS                   | Vô địch khu vực mùa hè | Phong Vũ Buffalo      | PVB                   | 2                     |
| Bắt đầu tại vòng khởi động |                       |                        |                       |                       |                       |
| Trung Quốc                 | LPL                   | Vòng loại khu vực #1   | EDward Gaming         | EDG                   | 1                     |
| Châu Âu                    | EU LCS                | Vòng loại khu vực #1   | G2 Esports            | G2                    | 1                     |
| Bắc Mỹ                     | NA LCS                | Vòng loại khu vực #1   | Cloud9                | C9                    | 1                     |
| TW/HK/MO                   | LMS                   | Vòng loại khu vực #1   | G-Rex                 | GRX                   | 1                     |
| Brazil                     | CBLOL                 | Vô địch khu vực mùa hè | KaBuM! e-Sports       | KBM                   | 2                     |
| CIS                        | LCL                   | Vô địch khu vực mùa hè | Gambit Esports        | GMB                   | 2                     |
| Bắc Mỹ Latinh              | LLN                   | Vô địch khu vực mùa hè | Infinity eSports CR   | INF                   | 2                     |
| Thổ Nhĩ Kì                 | TCL                   | Vô địch khu vực mùa hè | SuperMassive e-Sports | SUP                   | 2                     |
| Nhật Bản                   | LJL                   | Vô địch khu vực mùa hè | DetonatioN FocusMe    | DFM                   | 3                     |
| Nam Mỹ Latinh              | CLS                   | Vô địch khu vực mùa hè | Kaos Latin Gamers     | KLG                   | 3                     |
| Châu Đại Dương             | OPL                   | Vô địch khu vực mùa hè | Dire Wolves           | DW                    | 3                     |
| Đông Nam Á                 | SEA                   | Vô địch khu vực mùa hè | Ascension Gaming      | ASC                   | 3                     |

## Vòng khởi động
- Địa điểm: LOL PARK, Gran Seoul 3F, Seoul.
- Thời gian: 1 - 4/10, Bắt đầu từ 17:00 KST (UTC+09:00)

### Vòng 1
- 12 đội được chia thành 4 bảng, mỗi bảng gồm 3 đội.
- Thi đấu vòng tròn 2 lượt Bo1.
- Hai đội đứng đầu mỗi bảng đi tiếp đến Vòng Loại Trực Tiếp Khởi động, đội đầu bảng này đấu với đội nhì bảng kia. 4 đội chiến thắng đi tiếp vào Vòng Bảng.

#### Bảng A
| 1 | EDward Gaming       | EDG | -   | 1-1 | 2-0 | 3 | 1 |
| 2 | Infinity eSports CR | INF | 1-1 | -   | 1-1 | 2 | 2 |
| 3 | Dire Wolves         | DW  | 0-2 | 1-1 | -   | 1 | 3 |

| Ngày       | Trận | Đội xanh | Kết quả | Kết quả | Đội đỏ |
| ---------- | ---- | -------- | ------- | ------- | ------ |
| 2 tháng 10 | 1    | EDG      | W       | L       | INF    |
| 2 tháng 10 | 2    | DW       | W       | L       | INF    |
| 2 tháng 10 | 3    | DW       | L       | W       | EDG    |
| 4 tháng 10 | 4    | INF      | W       | L       | EDG    |
| 4 tháng 10 | 5    | INF      | W       | L       | DW     |
| 4 tháng 10 | 6    | EDG      | W       | L       | DW     |

#### Bảng B
| 1 | G2 Esports            | G2  | -   | 1-1 | 2-0 | 3 | 1 | W |
| 2 | SuperMassive e-Sports | SUP | 1-1 | -   | 2-0 | 3 | 1 | L |
| 3 | Ascension Gaming      | ASC | 0-2 | 0-2 | -   | 0 | 4 |   |

| Ngày       | Trận | Đội xanh | Kết quả | Kết quả | Đội đỏ |
| ---------- | ---- | -------- | ------- | ------- | ------ |
| 2 tháng 10 | 1    | G2       | L       | W       | SUP    |
| 2 tháng 10 | 2    | ASC      | L       | W       | SUP    |
| 2 tháng 10 | 3    | ASC      | L       | W       | G2     |
| 4 tháng 10 | 4    | SUP      | L       | W       | G2     |
| 4 tháng 10 | 5    | SUP      | W       | L       | ASC    |
| 4 tháng 10 | 6    | G2       | W       | L       | ASC    |
| 4 tháng 10 | T-B  | SUP      | L       | W       | G2     |

#### Bảng C
| 1 | Cloud9             | C9  | -   | 2-0 | 2-0 | 4 | 0 |   |
| 2 | DetonatioN FocusMe | DFM | 0-2 | -   | 1-1 | 1 | 3 | W |
| 3 | KaBuM! e-Sports    | KBM | 0-2 | 1-1 | -   | 1 | 3 | L |

| Ngày       | Trận | Đội xanh | Kết quả | Kết quả | Đội đỏ |
| ---------- | ---- | -------- | ------- | ------- | ------ |
| 1 tháng 10 | 1    | C9       | W       | L       | KBM    |
| 1 tháng 10 | 2    | DFM      | W       | L       | KBM    |
| 1 tháng 10 | 3    | DFM      | L       | W       | C9     |
| 3 tháng 10 | 4    | KBM      | W       | L       | DFM    |
| 3 tháng 10 | 5    | KBM      | L       | W       | C9     |
| 3 tháng 10 | 6    | C9       | W       | L       | DFM    |
| 3 tháng 10 | T-B  | DFM      | W       | L       | KBM    |

#### Bảng D
| 1 | G-Rex             | GRX | -   | 2-0 | 2-0 | 4 | 0 |
| 2 | Gambit Esports    | GMB | 0-2 | -   | 2-0 | 2 | 2 |
| 3 | Kaos Latin Gamers | KLG | 0-2 | 0-2 | -   | 0 | 4 |

| Ngày       | Trận | Đội xanh | Kết quả | Kết quả | Đội đỏ |
| ---------- | ---- | -------- | ------- | ------- | ------ |
| 1 tháng 10 | 1    | GMB      | L       | W       | GRX    |
| 1 tháng 10 | 2    | GRX      | W       | L       | KLG    |
| 1 tháng 10 | 3    | GMB      | W       | L       | KLG    |
| 3 tháng 10 | 4    | GRX      | W       | L       | GMB    |
| 3 tháng 10 | 5    | KLG      | L       | W       | GMB    |
| 3 tháng 10 | 6    | KLG      | L       | W       | GRX    |

### Vòng 2
- Ghép cặp ngẫu nhiên, các đội đầu bảng sẽ gặp đội nhì bảng của bảng khác
- Thi đấu theo thể thức Bo5.
- Các đội thắng sẽ vào vòng bảng, đội thua bị loại.

#### Trận 1
- Thời gian tổ thức: 6 tháng 10, 13:00 KST (UTC+09:00).

| Đội | Đội                  | Kết quả |
| --- | -------------------- | ------- |
| C1  | Cloud9 (C9)          | 3       |
| D2  | Gambit Esports (GMB) | 2       |

| Trận | Đội xanh | Kết quả | Kết quả | Đội đỏ |
| ---- | -------- | ------- | ------- | ------ |
| 1    | C9       | W       | L       | GMB    |
| 2    | GMB      | W       | L       | C9     |
| 3    | C9       | W       | L       | GMB    |
| 4    | GMB      | W       | L       | C9     |
| 5    | C9       | W       | L       | GMB    |

#### Trận 2
- Thời gian tổ thức: 6 tháng 10 năm 17:00 KST (UTC+09:00).

| Đội | Đội                      | Kết quả |
| --- | ------------------------ | ------- |
| A1  | EDward Gaming (EDG)      | 3       |
| C2  | DetonatioN FocusMe (DFM) | 0       |

| Trận | Đội xanh | Kết quả | Kết quả | Đội đỏ |
| ---- | -------- | ------- | ------- | ------ |
| 1    | DFM      | L       | W       | EDG    |
| 2    | EDG      | W       | L       | DFM    |
| 3    | DFM      | L       | W       | EDG    |
| 4    | X        | -       | -       | X      |
| 5    | X        | -       | -       | X      |

#### Trận 3
- Thời gian tổ thức: 7 tháng 10, 13:00 KST (UTC+09:00).

| Đội | Đội                       | Kết quả |
| --- | ------------------------- | ------- |
| B1  | G2 Esports (G2)           | 3       |
| A2  | Infinity eSports CR (INF) | 1       |

| Trận | Đội xanh | Kết quả | Kết quả | Đội đỏ |
| ---- | -------- | ------- | ------- | ------ |
| 1    | G2       | L       | W       | INF    |
| 2    | INF      | L       | W       | G2     |
| 3    | G2       | W       | L       | INF    |
| 4    | INF      | L       | W       | G2     |
| 5    | X        | -       | -       | X      |

#### Trận 4
- Thời gian tổ thức: 7 tháng 10 năm 17:00 KST (UTC+09:00).

| Đội | Đội                         | Kết quả |
| --- | --------------------------- | ------- |
| D1  | G-Rex (GRX)                 | 3       |
| B2  | SuperMassive e-Sports (SUP) | 1       |

| Trận | Đội xanh | Kết quả | Kết quả | Đội đỏ |
| ---- | -------- | ------- | ------- | ------ |
| 1    | GRX      | L       | W       | SUP    |
| 2    | SUP      | L       | W       | GRX    |
| 3    | GRX      | W       | L       | SUP    |
| 4    | SUP      | L       | W       | GRX    |
| 5    | X        | -       | -       | X      |

## Vòng bảng
- Địa điểm: Thính phòng BEXCO, Busan.
- Ngày giờ: 10-17 tháng 10, bắt đầu từ 17:00 KST (UTC+09:00).
- 16 đội được rút ra trong 4 nhóm, 4 đội mỗi bảng. Các đội của cùng một vùng không cùng bảng.
- Thi đấu vòng tròn 2 lượt theo thể thức Bo1.
- Nếu nhiều đội có kết quả W-L giống nhau và kết quả đối đầu là 1-1, họ sẽ chơi trận đấu Tie-Break ở vị trí thứ nhất hoặc thứ hai.
- 2 đội hàng đầu của mỗi Bảng có vé dự Vòng Loại Trực Tiếp. Hai đội còn lại của mỗi bảng bị loại.

#### Bảng A
| 1 | Afreeca Freecs   | AFS | -   | 1-1 | 1-1 | 2-0 | 4 | 2 |   |
| 2 | G2 Esports       | G2  | 1-1 | -   | 1-1 | 1-1 | 3 | 3 | W |
| 3 | Flash Wolves     | FW  | 1-1 | 1-1 | -   | 1-1 | 3 | 3 | L |
| 4 | Phong Vũ Buffalo | PVB | 0-2 | 1-1 | 1-1 | -   | 2 | 4 |   |

| Ngày        | Trận | Đội xanh | Kết quả | Kết quả | Đội đỏ |
| ----------- | ---- | -------- | ------- | ------- | ------ |
| 10 tháng 10 | 1    | PVB      | L       | W       | FW     |
| 10 tháng 10 | 2    | AFS      | L       | W       | G2     |
| 11 tháng 10 | 3    | FW       | W       | L       | AFS    |
| 11 tháng 10 | 4    | PVB      | W       | L       | G2     |
| 13 tháng 10 | 5    | AFS      | W       | L       | PVB    |
| 13 tháng 10 | 6    | G2       | W       | L       | FW     |
| 15 tháng 10 | 7    | AFS      | W       | L       | FW     |
| 15 tháng 10 | 8    | G2       | W       | L       | PVB    |
| 15 tháng 10 | 9    | FW       | W       | L       | G2     |
| 15 tháng 10 | 10   | PVB      | L       | W       | AFS    |
| 15 tháng 10 | 11   | FW       | L       | W       | PVB    |
| 15 tháng 10 | 12   | G2       | L       | W       | AFS    |
| 15 tháng 10 | T-B  | FW       | L       | W       | G2     |

#### Bảng B
| 1 | Royal Never Give Up | RNG | -   | 1-1 | 1-1 | 2-0 | 4 | 2 | W |
| 2 | Cloud9              | C9  | 1-1 | -   | 2-1 | 1-1 | 4 | 2 | L |
| 3 | Team Vitality       | VIT | 1-1 | 1-2 | -   | 2-0 | 3 | 3 |   |
| 4 | Gen.G eSports       | GEN | 0-2 | 1-1 | 0-2 | -   | 1 | 5 |   |

| Ngày        | Trận | Đội xanh | Kết quả | Kết quả | Đội đỏ |
| ----------- | ---- | -------- | ------- | ------- | ------ |
| 10 tháng 10 | 1    | RNG      | W       | L       | C9     |
| 10 tháng 10 | 2    | GEN      | L       | W       | VIT    |
| 11 tháng 10 | 3    | VIT      | L       | W       | C9     |
| 11 tháng 10 | 4    | GEN      | L       | W       | RNG    |
| 12 tháng 10 | 5    | RNG      | W       | L       | VIT    |
| 12 tháng 10 | 6    | C9       | L       | W       | GEN    |
| 14 tháng 10 | 7    | VIT      | W       | L       | RNG    |
| 14 tháng 10 | 8    | GEN      | L       | W       | C9     |
| 14 tháng 10 | 9    | VIT      | W       | L       | GEN    |
| 14 tháng 10 | 10   | C9       | W       | L       | RNG    |
| 14 tháng 10 | 11   | C9       | W       | L       | VIT    |
| 14 tháng 10 | 12   | RNG      | W       | L       | GEN    |
| 14 tháng 10 | T-B  | RNG      | W       | L       | C9     |

#### Bảng C
| 1 | KT Rolster    | KT  | -   | 1-1 | 2-0 | 2-0 | 5 | 1 |
| 2 | EDward Gaming | EDG | 1-1 | -   | 1-1 | 2-0 | 4 | 2 |
| 3 | Đội Liquid    | TL  | 0-2 | 1-1 | -   | 2-0 | 3 | 3 |
| 4 | MAD Đội       | MAD | 0-2 | 0-2 | 0-2 | -   | 0 | 6 |

| Ngày        | Trận | Đội xanh | Kết quả | Kết quả | Đội đỏ |
| ----------- | ---- | -------- | ------- | ------- | ------ |
| 10 tháng 10 | 1    | KT       | W       | L       | TL     |
| 10 tháng 10 | 2    | EDG      | W       | L       | MAD    |
| 12 tháng 10 | 3    | MAD      | L       | W       | KT     |
| 12 tháng 10 | 4    | TL       | L       | W       | EDG    |
| 13 tháng 10 | 5    | TL       | W       | L       | MAD    |
| 13 tháng 10 | 6    | KT       | W       | L       | EDG    |
| 16 tháng 10 | 7    | TL       | L       | W       | KT     |
| 16 tháng 10 | 8    | MAD      | L       | W       | EDG    |
| 16 tháng 10 | 9    | MAD      | L       | W       | TL     |
| 16 tháng 10 | 10   | EDG      | W       | L       | KT     |
| 16 tháng 10 | 11   | EDG      | L       | W       | TL     |
| 16 tháng 10 | 12   | KT       | W       | L       | MAD    |

#### Bảng D
| 1 | Fnatic          | FNC | -   | 1-1 | 2-0 | 2-0 | 5 | 1 | W |
| 2 | Invictus Gaming | IG  | 1-1 | -   | 2-0 | 2-0 | 5 | 1 | L |
| 3 | 100 Thieves     | 100 | 0-2 | 0-2 | -   | 2-0 | 2 | 4 |   |
| 4 | G-Rex           | GRX | 0-2 | 0-2 | 0-2 | -   | 0 | 6 |   |

| Ngày        | Trận | Đội xanh | Kết quả | Kết quả | Đội đỏ |
| ----------- | ---- | -------- | ------- | ------- | ------ |
| 11 tháng 10 | 1    | 100      | L       | W       | FNC    |
| 11 tháng 10 | 2    | IG       | W       | L       | GRX    |
| 12 tháng 10 | 3    | FNC      | L       | W       | IG     |
| 12 tháng 10 | 4    | 100      | W       | L       | GRX    |
| 13 tháng 10 | 5    | IG       | W       | L       | 100    |
| 13 tháng 10 | 6    | GRX      | L       | W       | FNC    |
| 17 tháng 10 | 7    | FNC      | W       | L       | 100    |
| 17 tháng 10 | 8    | GRX      | L       | W       | IG     |
| 17 tháng 10 | 9    | FNC      | W       | L       | GRX    |
| 17 tháng 10 | 10   | 100      | L       | W       | IG     |
| 17 tháng 10 | 11   | GRX      | L       | W       | 100    |
| 17 tháng 10 | 12   | IG       | L       | W       | FNC    |
| 17 tháng 10 | T-B  | FNC      | W       | L       | IG     |

## Vòng loại
- 8 đội, rút ngẫu nhiên.
- Đội thứ nhất của mỗi nhóm phải đối mặt với đội thứ hai của một nhóm khác tại tứ kết.
- Các đội của cùng một nhóm không thể đánh nhau trong cùng một nhánh cho đến trận chung kết.
- Tất cả các trận đấu đều là Best-of-five.

|  | Tứ kết | Tứ kết              | Tứ kết     |            |                 | Bán kết         | Bán kết | Bán kết |  |  | Chung kết | Chung kết | Chung kết |  |
|  |        |                     |            |            |                 |                 |         |         |  |  |           |           |           |  |
|  | C1     | KT Rolster          | 2          |            |                 |                 |         |         |  |  |           |           |           |  |
|  | C1     | KT Rolster          | 2          |            |                 |                 |         |         |  |  |           |           |           |  |
|  | D2     | Invictus Gaming     | 3          |            |                 |                 |         |         |  |  |           |           |           |  |
|  | D2     | Invictus Gaming     | 3          |            | Invictus Gaming | Invictus Gaming | 3       |         |  |  |           |           |           |  |
|  |        |                     |            |            | Invictus Gaming | Invictus Gaming | 3       |         |  |  |           |           |           |  |
|  |        |                     | G2 Esports | G2 Esports | 0               |                 |         |         |  |  |           |           |           |  |
|  | B1     | Royal Never Give Up | G2 Esports | G2 Esports | 0               | 2               |         |         |  |  |           |           |           |  |
|  | B1     | Royal Never Give Up |            |            |                 |                 |         |         |  |  |           |           |           |  |
|  | A2     | G2 Esports          | 3          |            |                 |                 |         |         |  |  |           |           |           |  |
|  | A2     | G2 Esports          | 3          |            | Invictus Gaming | Invictus Gaming | 3       |         |  |  |           |           |           |  |
|  |        |                     |            |            |                 |                 |         |         |  |  |           |           |           |  |
|  |        |                     | Fnatic     | Fnatic     | 0               |                 |         |         |  |  |           |           |           |  |
|  | A1     | Afreeca Freecs      | Fnatic     | Fnatic     | 0               | 0               |         |         |  |  |           |           |           |  |
|  | A1     | Afreeca Freecs      |            |            |                 |                 |         |         |  |  |           |           |           |  |
|  | B2     | Cloud9              | 3          |            |                 |                 |         |         |  |  |           |           |           |  |
|  | B2     | Cloud9              | 3          |            | Cloud9          | Cloud9          | 0       |         |  |  |           |           |           |  |
|  |        |                     |            |            | Cloud9          | Cloud9          | 0       |         |  |  |           |           |           |  |
|  |        |                     | Fnatic     | Fnatic     | 3               |                 |         |         |  |  |           |           |           |  |
|  | D1     | Fnatic              | Fnatic     | Fnatic     | 3               | 3               |         |         |  |  |           |           |           |  |
|  | D1     | Fnatic              |            |            |                 |                 |         |         |  |  |           |           |           |  |
|  | C2     | EDward Gaming       | 1          |            |                 |                 |         |         |  |  |           |           |           |  |

### Tứ kết
- Địa điểm: Thính phòng BEXCO, Busan.
- Đội thứ nhất chọn đội của trận 1-3-5, đội thứ hai chọn đội của trận 2-4.
- Người chiến thắng được vào bán kết. Người thua cuộc bị loại bỏ.

#### Trận 1
- Ngày giờ: 20 tháng 10, 13:00 KST (UTC + 09: 00).

| Đội | Đội                  | Kết quả |
| --- | -------------------- | ------- |
| C1  | KT Rolster (KT)      | 2       |
| D2  | Invictus Gaming (IG) | 3       |

| Trận | Đội xanh | Kết quả | Kết quả | Đội đỏ |
| ---- | -------- | ------- | ------- | ------ |
| 1    | KT       | L       | W       | IG     |
| 2    | KT       | L       | W       | IG     |
| 3    | KT       | W       | L       | IG     |
| 4    | KT       | W       | L       | IG     |
| 5    | KT       | L       | W       | IG     |

#### Trận 2
- Ngày giờ: October 20th, 17:00 KST (UTC+09:00).

| Đội | Đội                       | Kết quả |
| --- | ------------------------- | ------- |
| B1  | Royal Never Give Up (RNG) | 2       |
| A2  | G2 Esports (G2)           | 3       |

| Trận | Đội xanh | Kết quả | Kết quả | Đội đỏ |
| ---- | -------- | ------- | ------- | ------ |
| 1    | RNG      | W       | L       | G2     |
| 2    | G2       | W       | L       | RNG    |
| 3    | RNG      | W       | L       | G2     |
| 4    | G2       | W       | L       | RNG    |
| 5    | RNG      | L       | W       | G2     |

#### Trận 3
- Ngày giờ: 21 tháng 10, 13:00 KST (UTC+09:00).

| Đội | Đội                  | Kết quả |
| --- | -------------------- | ------- |
| A1  | Afreeca Freecs (AFS) | 0       |
| B2  | Cloud9 (C9)          | 3       |

| Trận | Đội xanh | Kết quả | Kết quả | Đội đỏ |
| ---- | -------- | ------- | ------- | ------ |
| 1    | C9       | W       | L       | AFS    |
| 2    | C9       | W       | L       | AFS    |
| 3    | C9       | W       | L       | AFS    |
| 4    | X        | -       | -       | X      |
| 5    | X        | -       | -       | X      |

#### Trận 4
- Ngày giờ: 21 tháng 10 năm 17:00 KST (UTC+09:00).

| Đội | Đội                 | Kết quả |
| --- | ------------------- | ------- |
| D1  | Fnatic (FNC)        | 3       |
| C2  | EDward Gaming (EDG) | 1       |

| Trận | Đội xanh | Kết quả | Kết quả | Đội đỏ |
| ---- | -------- | ------- | ------- | ------ |
| 1    | FNC      | L       | W       | EDG    |
| 2    | FNC      | W       | L       | EDG    |
| 3    | FNC      | W       | L       | EDG    |
| 4    | EDG      | L       | W       | FNC    |
| 5    | X        | -       | -       | X      |

### Bán kết
- Địa điểm: Đại học nữ Gwangju Universiade Gymnasium, Gwangju.
- Người chiến thắng được vào lên Chung kết. Người thua bị loại.

#### Trận 1
- Ngày giờ: 27 tháng 10 năm 17:00 KST (UTC+09:00).

| Đội                  | Kết quả |
| -------------------- | ------- |
| Invictus Gaming (IG) | 3       |
| G2 Esports (G2)      | 0       |

| Trận | Đội xanh | Kết quả | Kết quả | Đội đỏ |
| ---- | -------- | ------- | ------- | ------ |
| 1    | IG       | W       | L       | G2     |
| 2    | IG       | W       | L       | G2     |
| 3    | IG       | W       | L       | G2     |
| 4    | X        | -       | -       | X      |
| 5    | X        | -       | -       | X      |

#### Trận 2
- Ngày giờ: 28 tháng 10 năm 17:00 KST (UTC+09:00).

| Đội          | Kết quả |
| ------------ | ------- |
| Cloud9 (C9)  | 0       |
| Fnatic (FNC) | 3       |

| Trận | Đội xanh | Kết quả | Kết quả | Đội đỏ |
| ---- | -------- | ------- | ------- | ------ |
| 1    | FNC      | W       | L       | C9     |
| 2    | C9       | L       | W       | FNC    |
| 3    | FNC      | W       | L       | C9     |
| 4    | X        | -       | -       | X      |
| 5    | X        | -       | -       | X      |

### Chung kết
- Địa điểm: Sân vận động Incheon Munhak, Incheon.
- Ngày giờ: 3 tháng 11 năm 17:00 KST (UTC+09:00).
- Người chiến thắng sẽ là nhà vô địch thế giới Liên minh Huyền Thoại năm 2018.

| Đội                  | Kết quả |
| -------------------- | ------- |
| Invictus Gaming (IG) | 3       |
| Fnatic (FNC)         | 0       |

| Trận | Đội xanh | Kết quả | Kết quả | Đội đỏ |
| ---- | -------- | ------- | ------- | ------ |
| 1    | FNC      | L       | W       | IG     |
| 2    | FNC      | L       | W       | IG     |
| 3    | IG       | W       | L       | FNC    |
| 4    | X        | -       | -       | X      |
| 5    | X        | -       | -       | X      |

## Thứ hạng chung cuộc

### Danh hiệu
|                                            |
| F.MVP Invictus Gaming Gao "Ning" Zhen-Ning |

|                                                              |
| 20 18 · Vô địch · LPL · Invictus Gaming Vô địch lần đầu tiên |
|                                                              |

|                      |
| Á quân EU LCS Fnatic |

### Xếp hạng đội tuyển
- (*) Không bao gồm các trận tie break.

| Địa điểm  | Khu vực | Đội                     | PS1 | PS2 | VB  | TK  | BK  | Chung kết | Phần thưởng (%) | Phần thưởng (USD) |
| --------- | ------- | ----------------------- | --- | --- | --- | --- | --- | --------- | --------------- | ----------------- |
| 1st       | LPL     | Invictus Gaming*        |     |     | 5-1 | 3-2 | 3-0 | 3-0       | 37.5%           | $ 2,418,750       |
| 2nd       | EU LCS  | Fnatic*                 |     |     | 5-1 | 3-1 | 3-0 | 0-3       | 13.5%           | $ 870,750         |
| 3rd-4th   | NA LCS  | Cloud9*                 | 4-0 | 3-2 | 4-2 | 3-0 | 0-3 |           | 7%              | $ 451,500         |
| 3rd-4th   | EU LCS  | G2 Esports*             | 3-1 | 3-1 | 3-3 | 3-2 | 0-3 |           | 7%              | $ 451,500         |
| 5th-8th   | LCK     | KT Rolster              |     |     | 3-1 | 2-3 |     |           | 4%              | $ 258,000         |
| 5th-8th   | LPL     | Royal Never Give Up*    |     |     | 4-2 | 2-3 |     |           | 4%              | $ 258,000         |
| 5th-8th   | LPL     | EDward Gaming           | 5-1 | 3-0 | 4-2 | 1-3 |     |           | 4%              | $ 258,000         |
| 5th-8th   | LCK     | Afreeca Freecs          |     |     | 4-2 | 0-3 |     |           | 4%              | $ 258,000         |
| 9th-12th  | LMS     | Flash Wolves*           |     |     | 3-3 |     |     |           | 2,25%           | $ 145,125         |
| 9th-12th  | EU LCS  | Đội Vitality            |     |     | 3-3 |     |     |           | 2,25%           | $ 145,125         |
| 9th-12th  | NA LCS  | Đội Liquid              |     |     | 3-3 |     |     |           | 2,25%           | $ 145,125         |
| 9th-12th  | NA LCS  | 100 Thieves             |     |     | 2-4 |     |     |           | 2,25%           | $ 145,125         |
| 13th-16th | VCS     | Phong Vũ Buffalo        |     |     | 2-4 |     |     |           | 1,25%           | $ 80,625          |
| 13th-16th | LCK     | Gen.G eSports           |     |     | 1-5 |     |     |           | 1,25%           | $ 80,625          |
| 13th-16th | LMS     | G-Rex                   | 4-0 | 3-1 | 0-6 |     |     |           | 1,25%           | $ 80,625          |
| 13th-16th | LMS     | MAD Đội                 |     |     | 0-6 |     |     |           | 1,25%           | $ 80,625          |
| 17th-20th | LCL     | Gambit Esports          | 2-2 | 2-3 |     |     |     |           | 0,75%           | $ 48,375          |
| 17th-20th | TCL     | Super Massive e-Sports* | 3-1 | 1-3 |     |     |     |           | 0,75%           | $ 48,375          |
| 17th-20th | LLN     | Infinity eSports CR     | 2-2 | 1-3 |     |     |     |           | 0,75%           | $ 48,375          |
| 17th-20th | LJL     | DetonatioN FocusMe*     | 1-3 | 0-3 |     |     |     |           | 0,75%           | $ 48,375          |
| 21st-24th | CBLOL   | KaBuM! e-Sports*        | 1-3 |     |     |     |     |           | 0,5%            | $ 32,250          |
| 21st-24th | OPL     | Dire Wolves             | 1-3 |     |     |     |     |           | 0,5%            | $ 32,250          |
| 21st-24th | CLS     | Kaos Latin Gamers       | 0-4 |     |     |     |     |           | 0,5%            | $ 32,250          |
| 21st-24th | SEA     | Ascension Gaming        | 0-4 |     |     |     |     |           | 0,5%            | $ 32,250          |
| Địa điểm  | Khu vực | Đội                     | PS1 | PS2 | VB  | TK  | BK  | Chung kết | Phần thưởng (%) | Phần thưởng (USD) |

### Xếp hạng khu vực theo tỷ lệ thắng
- Rating = number of wining games / numbers of playing games
- Ưu tiên các vòng trên.
- (*) Không gồm các trận tie break

| Địa điểm | Khu vực | Đội   | PS round 1 (4 trận/Đội) | PS round 2 (BO5)   | Vòng bảng (6 trận/Đội) | Tứ kết (BO5)         | Bán kết (BO5)      | Chung kết (BO5) |
| -------- | ------- | ----- | ----------------------- | ------------------ | ---------------------- | -------------------- | ------------------ | --------------- |
| 1st      | LPL     | 2G+1P | 1 Đội 3W-1L (75%)       | 1 Đội 3W-0L (100%) | 3 Đội 12W-6L (66.67%)* | 3 Đội 6W-8L (42.86%) | 1 Đội 3W-0L (100%) | 3W-0L (100%)    |
| 2nd      | EU LCS  | 2G+1P | 1 Đội 3W-1L (75%)*      | 1 Đội 3W-1L (75%)  | 3 Đội 11W-7L (61.11%)* | 2 Đội 6W-3L (66.67%) | 2 Đội 3W-3L (50%)  | 0W-3L (0%)      |
| 3rd      | NA LCS  | 2G+1P | 1 Đội 4W-0L (100%)      | 1 Đội 3W-2L (60%)  | 3 Đội 8W-10L (44.44%)* | 1 Đội 3W-0L (100%)   | 1 Đội 0W-3L (0%)   |                 |
| 4th      | LCK     | 3G    |                         |                    | 3 Đội 10W-8L (55.56%)  | 2 Đội 2W-6L (25%)    |                    |                 |
| 5th      | VCS     | 1G    |                         |                    | 1 Đội 2W-4L (33.33%)   |                      |                    |                 |
| 6th      | LMS     | 2G+1P | 1 Đội 4W-0L (100%)      | 1 Đội 3W-1L (75%)  | 3 Đội 3W-15L (16.67%)* |                      |                    |                 |
| 7th      | LCL     | 1P    | 1 Đội 2W-2L (50%)       | 1 Đội 2W-3L (40%)  |                        |                      |                    |                 |
| 8th      | TCL     | 1P    | 1 Đội 3W-1L (75%)*      | 1 Đội 1W-3L (25%)  |                        |                      |                    |                 |
| 9th      | LLN     | 1P    | 1 Đội 2W-2L (50%)       | 1 Đội 1W-3L (25%)  |                        |                      |                    |                 |
| 10th     | LJL     | 1P    | 1 Đội 1W-3L (33.33%)*   | 1 Đội 0W-3L (0%)   |                        |                      |                    |                 |
| 11th     | CBLOL   | 1P    | 1 Đội 1W-3L (33.33%)*   |                    |                        |                      |                    |                 |
| 12th     | OPL     | 1P    | 1 Đội 1W-3L (33.33%)    |                    |                        |                      |                    |                 |
| 13th     | CLS     | 1P    | 1 Đội 0W-4L (0%)        |                    |                        |                      |                    |                 |
| 14th     | SEA     | 1P    | 1 Đội 0W-4L (0%)        |                    |                        |                      |                    |                 |